# Rus (tilstand)
 For alternative betydninger, se Rus. (Se også artikler, som begynder med Rus)
En rus er en virkning, som fremkommer ved brug af rusmidler – man føler sig "høj" eller opstemt.
| Naturvidenskab | Spire Denne naturvidenskabsartikel er en spire som bør udbygges. Du er velkommen til at hjælpe Wikipedia ved at udvide den. |